# Segell de Llucifer
El Segell de Llucifer és un símbol utilitzat majoritàriament pels satanistes. La imatge data del segle xvi, segons el Grimorium verum, un llibre que mostra i explica com es duen a terme els pactes amb esperits i també gran diversitat de fórmules màgiques i la relació i el paper que hi tenen els segells. Es creu que el llibre fou escrit per un egipci anomenat Alibeck. Antigament s'utilitzà per a ajudar a "una invocació visual de l'àngel Llucifer". El símbol conté varies característiques que romanen desconegudes o de les que no hi ha coneixements profunds a nivell públic. També és usat pels lluciferistes, aquelles persones que pertanyen a la doctrina del lluciferisme o bé els satanistes.